# Jarmark Św. Stanisława w Siedlcach

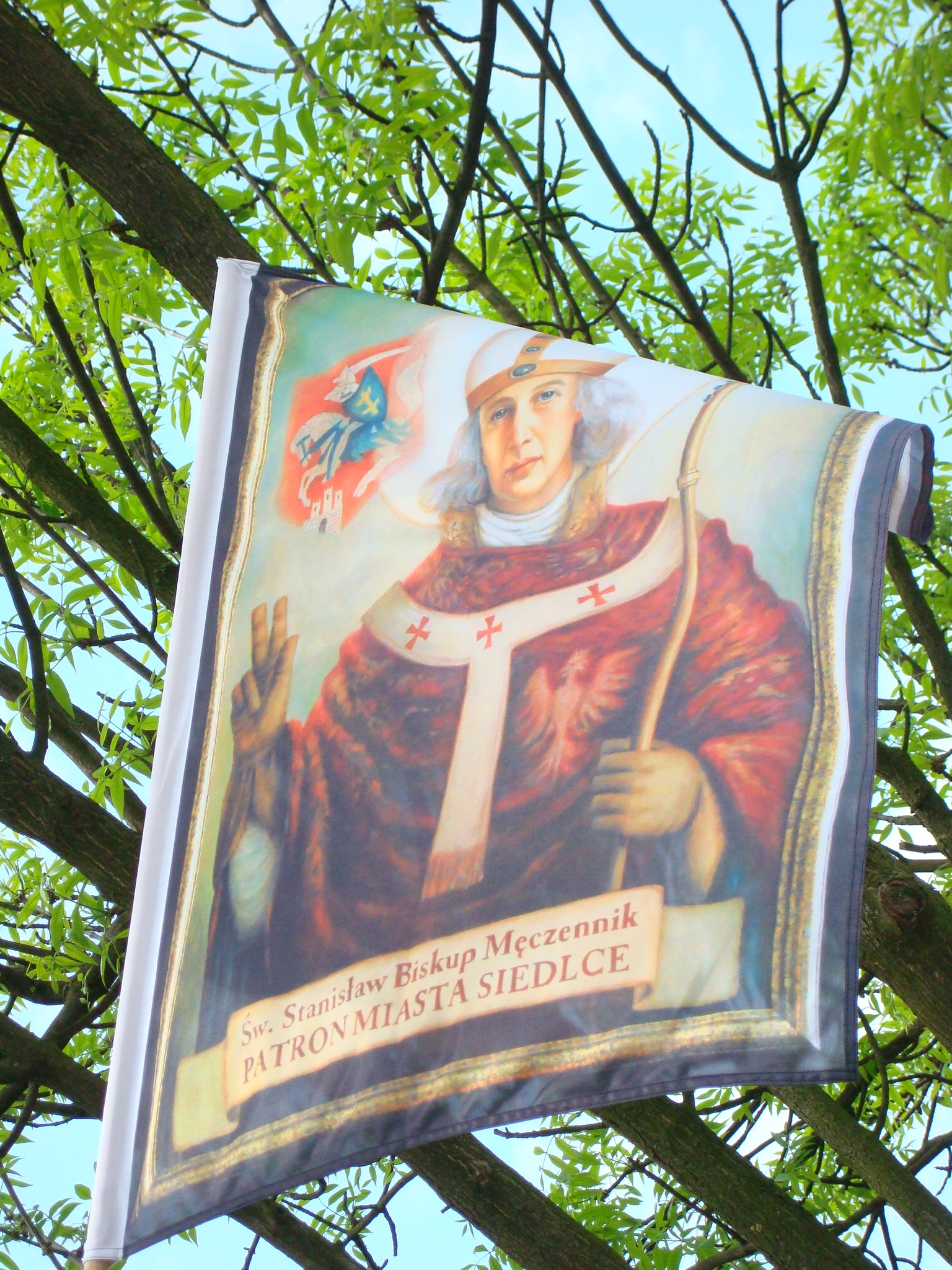
Flaga z podobizną św. Stanisława BM patrona miasta

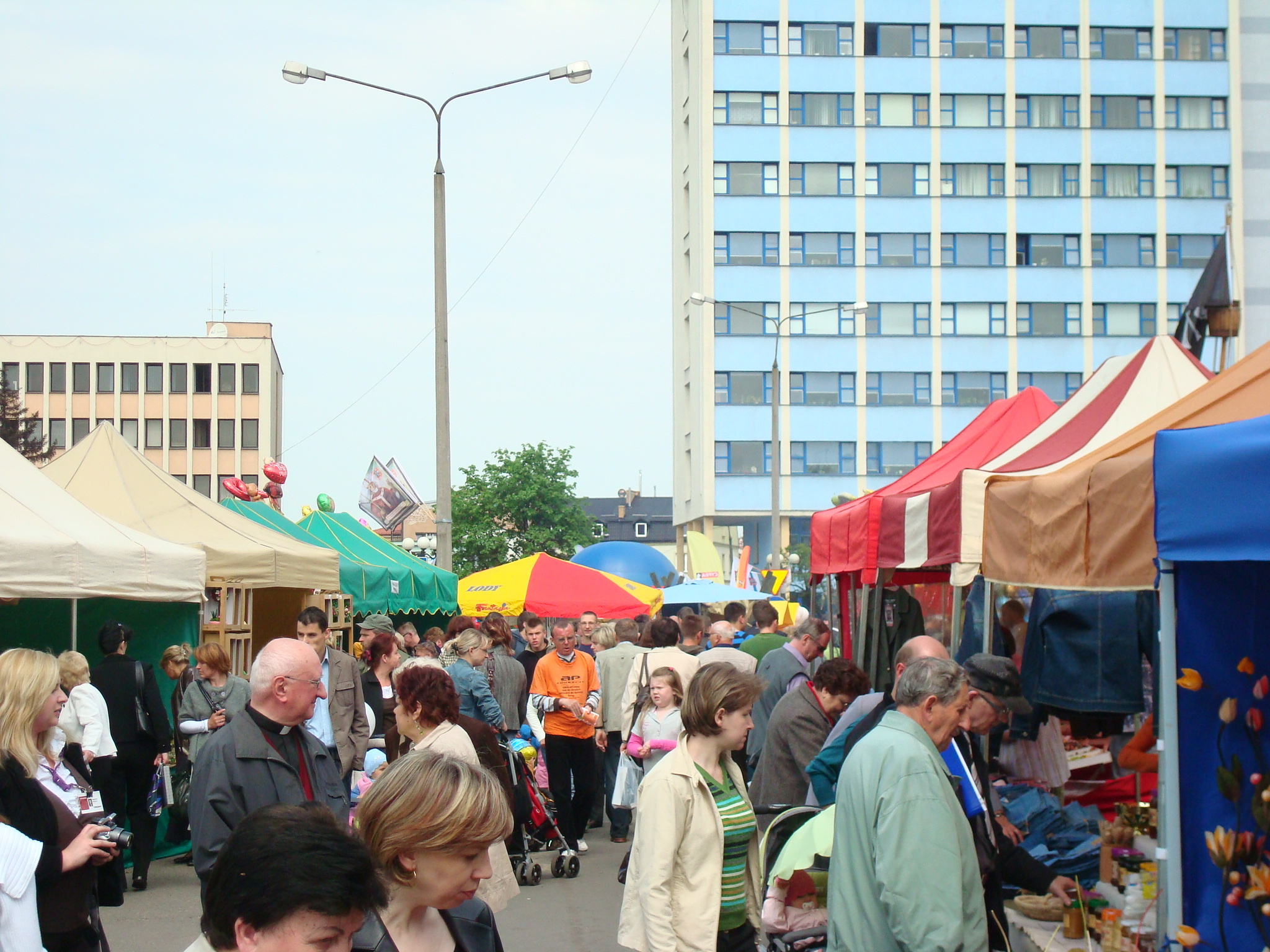
Jarmark św. Stanisława

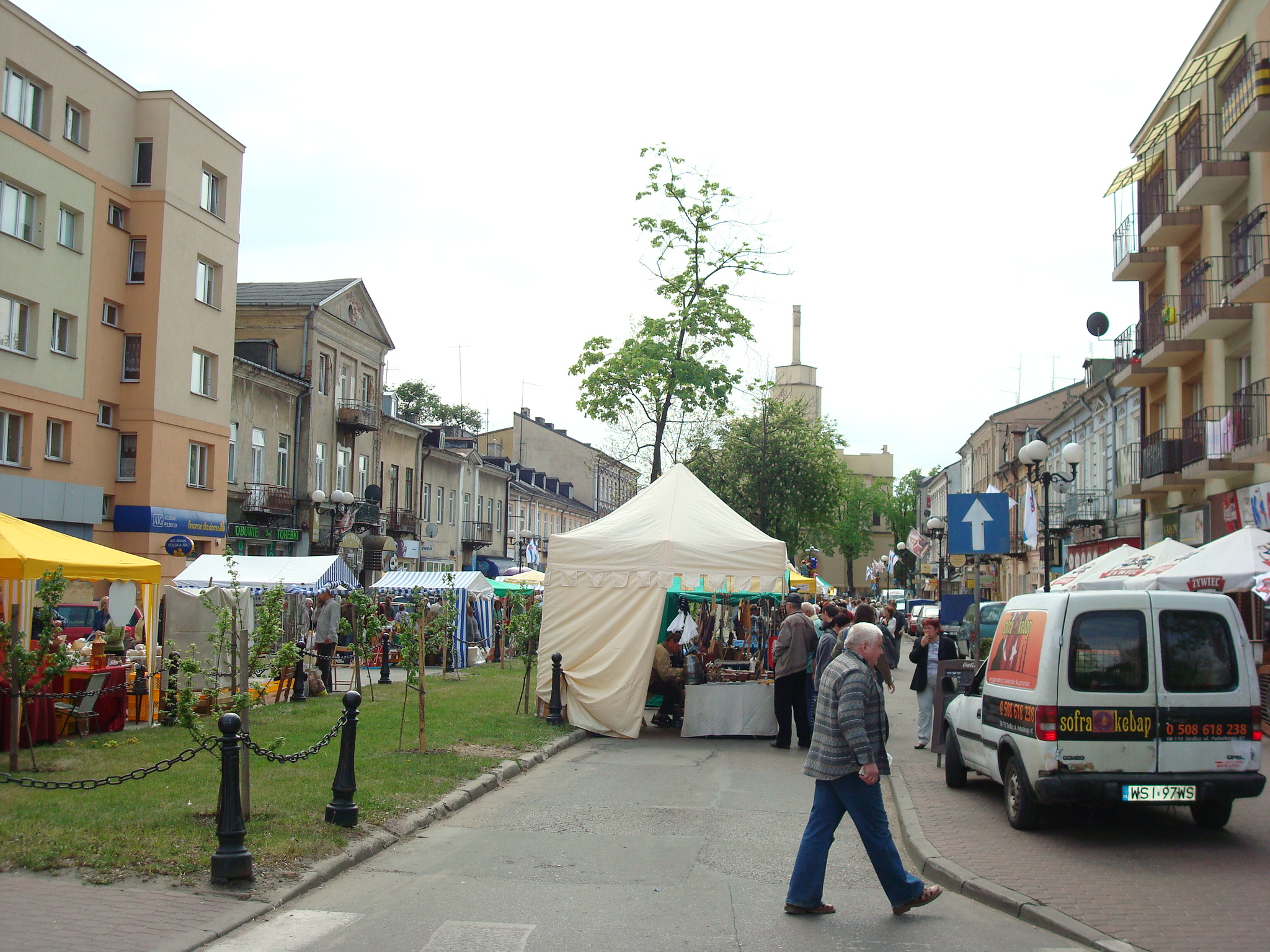
Stoiska wzdłuż ul. J. Kilińskiego, w tle kościół garnizonowy

Jarmark św. Stanisława BM – dwudniowa impreza handlowo-wystawiennicza organizowana w Siedlcach, ustanowiona w 2008 uchwałą rady miasta, rozpoczynająca się w dniu imienin patrona miasta (tj. 8 maja).
W jarmarku bierze udział ok. 100 wystawców, głównie  handlowców, artystów, rzemieślników i kolekcjonerów. Jarmark odwiedza około 5 tys. gości.

## Dukat Lokalny 4 Jacki
Podczas II Jarmarku (w 2009 roku) został wprowadzony do obiegu Dukat Lokalny "4 Jacki". Wybity przez Mennicę Polską w liczbie 20 tys. szt. o nominale 4 Jacki, które w okresie honorowania (8 maja - 31 sierpnia 2009) miały równowartość 4 złotych. Na awersie Jacków umieszczony został ratusz miejski, na rewersie zaś wizerunek Jana Pawła II, upamiętniający 10. rocznicę wizyty apostolskiej w Siedlcach 10 czerwca 1999 roku. W czasie honorowania Jackami można było płacić w punktach honorujących Dukat Lokalny "4 Jacki", oznaczonych specjalnym logo akcji (m.in. w Miejskim Ośrodku Kultury w Siedlcach (dystrybutor akcji z ramienia miasta), sklepy Stokrotka, Carlos, PSS Społem w Siedlcach oraz Nove Kino Siedlce).
Dodatkowo wybito też 500 srebrnych dukatów o nominale 40 Jacków, zamkniętych w specjalnych kapsułach, skierowanych przede wszystkim dla numizmatyków i kolekcjonerów.

## Układ Jarmarku
Z uwagi na dość krótką historię jarmarku, zajmuje on stosunkowo małą powierzchnię, obecnie są to:
- Plac im. generała Władysława Sikorskiego
- Ulica Jana Kilińskiego (od ul. J. Piłsudskiego do Placu Tysiąclecia)
- Ulica Kazimierza Pułaskiego (od ul. J. Kochanowskiego do ul. S. Asza)

## Program Jarmarku
- Prezentacje targowe
- sceny plenerowe
- festyny i koncerty (na finał)

### wykonawcy
- 2009 Orkiestra Dni Naszych oraz Brathanki)
- 2010 Rzepczyno i Turnioki
- 2011 Kapela Pieczarków oraz Kapela ze Wsi Warszawa